# Droga wojewódzka nr 475
Droga wojewódzka nr 475 (DW475) – droga wojewódzka leżąca na obszarze województwa łódzkiego, przebiegająca przez teren powiatów: zgierskiego i pabianickiego. Wcześniej trasa ta przebiegała na terenie powiatu trzebnickiego w województwie dolnośląskim, łącząc stację kolejową Pęgów z drogą wojewódzką numer 342.  

## Historia numeracji
| Numer | Kategoria        | Przebieg                                             | Lata obowiązywania | Źródło | Uwagi                                                                                       |
| ----- | ---------------- | ---------------------------------------------------- | ------------------ | ------ | ------------------------------------------------------------------------------------------- |
| 711   | droga krajowa    | Zgierz – Konstantynów Łódzki – Pabianice             | 1986-2000          |        |                                                                                             |
| 71    | droga krajowa    | Aleksandrów Łódzki – Konstantynów Łódzki – Pabianice | 2000-2022          |        |                                                                                             |
| 71    | droga krajowa    | Zgierz – Aleksandrów Łódzki                          | 2000-2023          |        |                                                                                             |
| 475   | droga wojewódzka | Zgierz – Konstantynów Łódzki – Pabianice             | od 2025            |        | Brak numeru drogi w okresie od utraty statusu drogi krajowej do momentu przyznania obecnego |

## Miejscowości leżące przy trasie DW475
- Zgierz
- Aleksandrów Łódzki
- Rąbień
- Konstantynów Łódzki